# WNBA Draft 2005
Der neunte WNBA Draft fand am 16. April 2005 in den NBA Entertainment Studios in Secaucus, New Jersey, Vereinigte Staaten statt. Die Auswahlreihenfolge wurde bei einer Lotterie festgelegt.

## WNBA Draft

### Runde 1
| Pick | Spielerin            | Nationalität                   | WNBA-Team                | College/Junior/Klub-Team                |
| ---- | -------------------- | ------------------------------ | ------------------------ | --------------------------------------- |
| 1    | Janel McCarville (C) | Vereinigte Staaten             | Charlotte Sting          | University of Minnesota                 |
| 2    | Tan White (G)        | Vereinigte Staaten             | Indiana Fever            | Mississippi State University            |
| 3    | Sandora Irvin (F)    | Vereinigte Staaten             | Phoenix Mercury          | Texas Christian University              |
| 4    | Kendra Wecker (F)    | Vereinigte Staaten             | San Antonio Silver Stars | Kansas State University                 |
| 5    | Sancho Lyttle (C)    | St. Vincent und die Grenadinen | Houston Comets           | University of Houston                   |
| 6    | Temeka Johnson (G)   | Vereinigte Staaten             | Washington Mystics       | Louisiana State University              |
| 7    | Kara Braxton (F)     | Vereinigte Staaten             | Detroit Shock            | University of Georgia                   |
| 8    | Katie Feenstra (C)   | Vereinigte Staaten             | Connecticut Sun          | Liberty University                      |
| 9    | Kristin Haynie (G)   | Vereinigte Staaten             | Sacramento Monarchs      | Michigan State University               |
| 10   | Loree Moore (G)      | Vereinigte Staaten             | New York Liberty         | University of Tennessee                 |
| 11   | Kristen Mann (F)     | Vereinigte Staaten             | Minnesota Lynx           | University of California, Santa Barbara |
| 12   | Tanisha Wright (G)   | Vereinigte Staaten             | Seattle Storm            | Pennsylvania State University           |
| 13   | Dionnah Jackson (F)  | Vereinigte Staaten             | Detroit Shock            | University of Oklahoma                  |

### Runde 2
| Pick | Spielerin               | Nationalität       | WNBA-Team                | College/Junior/Klub-Team                    |
| ---- | ----------------------- | ------------------ | ------------------------ | ------------------------------------------- |
| 14   | Shyra Ely (F)           | Vereinigte Staaten | San Antonio Silver Stars | University of Tennessee                     |
| 15   | Roneeka Hodges (G)      | Vereinigte Staaten | Houston Comets           | Florida State University                    |
| 16   | Yolanda Paige (G)       | Vereinigte Staaten | Indiana Fever            | West Virginia University                    |
| 17   | Jacqueline Batteast (F) | Vereinigte Staaten | Minnesota Lynx           | University of Notre Dame                    |
| 18   | Angelina Williams (F)   | Vereinigte Staaten | Phoenix Mercury          | University of Illinois at Urbana-Champaign  |
| 19   | Erica Taylor (G)        | Vereinigte Staaten | Washington Mystics       | Louisiana Tech University                   |
| 20   | Nikita Bell (F/G)       | Vereinigte Staaten | Detroit Shock            | University of North Carolina at Chapel Hill |
| 21   | Erin Phillips (G)       | Australien         | Connecticut Sun          | Australien                                  |
| 22   | Chelsea Newton (G)      | Vereinigte Staaten | Sacramento Monarchs      | Rutgers University                          |
| 23   | Tabitha Pool (F)        | Vereinigte Staaten | New York Liberty         | University of Michigan                      |
| 24   | Jessica Moore (C)       | Vereinigte Staaten | Charlotte Sting          | University of Connecticut                   |
| 25   | Ashley Battle (F)       | Vereinigte Staaten | Seattle Storm            | University of Connecticut                   |
| 26   | DeeDee Wheeler (G)      | Vereinigte Staaten | Los Angeles Sparks       | University of Arizona                       |

### Runde 3
| Pick | Spielerin                | Nationalität       | WNBA-Team                | College/Junior/Klub-Team      |
| ---- | ------------------------ | ------------------ | ------------------------ | ----------------------------- |
| 27   | Catherine Kraayeveld (F) | Vereinigte Staaten | San Antonio Silver Stars | University of Oregon          |
| 28   | Jenni Dant (G)           | Vereinigte Staaten | Houston Comets           | DePaul University             |
| 29   | Ashley Earley (G/F)      | Vereinigte Staaten | Indiana Fever            | Vanderbilt University         |
| 30   | Anne O’Neil (G)          | Vereinigte Staaten | Sacramento Monarchs      | Iowa State University         |
| 31   | Jamie Carey (G)          | Vereinigte Staaten | Phoenix Mercury          | University of Texas at Austin |
| 32   | Tashia Morehead (F)      | Vereinigte Staaten | Washington Mystics       | University of Florida         |
| 33   | Jenni Lingor (G)         | Vereinigte Staaten | Detroit Shock            | Missouri State University     |
| 34   | Megan Mahoney (F)        | Vereinigte Staaten | Connecticut Sun          | Kansas State University       |
| 35   | Cisti Greenwalt (C)      | Vereinigte Staaten | Sacramento Monarchs      | Texas Tech University         |
| 36   | Rebecca Richman (C)      | Vereinigte Staaten | New York Liberty         | Rutgers University            |
| 37   | Monique Bivins (G)       | Vereinigte Staaten | Minnesota Lynx           | University of Alabama         |
| 38   | Steffanie Blackmon (F)   | Vereinigte Staaten | Seattle Storm            | Baylor University             |
| 39   | Heather Schreiber (F)    | Vereinigte Staaten | Los Angeles Sparks       | University of Texas at Austin |